# 匈牙利录音制品制作者协会
匈牙利录音制品制作者协会，是於1992年建立匈牙利的非營利音樂協會，總部設立在布达佩斯。協會是國際唱片業協會的成員，負責製作官方音樂排行榜和頒發唱片銷售認證、匈牙利音樂獎。

## 外部連結
- 官方网站